# گوبلا

گوبلا شهری در شهرستان توئسه در استان بازگا در بورکینافاسوی مرکزی است و جمعیت آن ۵۱۲ نفر است.